# Gouden Tempel
De Gouden Tempel (Russisch: Золотая Обитель Будды Шакьямуни), eigenlijk Boerchan Baksjin Altan Soeme, "Gouden Woonplaats van de Boeddha Sjakjamoeni"), is een choeroel in de Kalmukse hoofdstad Elista en de grootste boeddhistische tempel van Europa. Het is de eerste choeroel in Kalmukkië die na de Sovjet-Unie werd gebouwd. De tempel werd geopend op 27 december 2005. Bij het tempelcomplex, dat volgens de lokale religieuze leiders moet dienen als een wereldwijd boeddhistisch leercentrum, staat een Boeddhabeeld, dat met 9 meter het hoogste van Rusland (een beeld van 7 meter in Boerjatië was tot de plaatsing het hoogste) en tevens een van de hoogste ter wereld is. Bij de openingsceremonie waren onder andere de leider van Kalmukkië, Kirsan Iljoemzjinov, en de dalai lama, Tenzin Gyatso. Op 11 maart 2006 kreeg de choeroel haar huidige naam.